# Теорема Монтеля
В комплексному аналізі теорема Монтеля — важливе твердження про сім'ї голоморфних функцій. Названа на честь французького математика Поля Монтеля. Теорема має важливі застосування в комплексному аналізі, зокрема при доведенні теорема Рімана про відображення.

## Твердження теореми
Нехай  {\displaystyle {\mathcal {F}}} — сім'я голоморфних функцій на відкритій підмножині {\displaystyle U\subseteq \mathbb {C} }. Якщо всі ці функції є обмежені на компактах, тобто для кожної компактної підмножини {\displaystyle K\subseteq U} існує дійсне число {\displaystyle M=M_{K}}, таке що для всіх {\displaystyle z\in K} і всіх {\displaystyle f_{\alpha }\in {\mathcal {F}}} справедливою є нерівність {\displaystyle |f_{\alpha }(z)|\leqslant M.}
Тоді сім'я функцій {\displaystyle {\mathcal {F}}} є нормальною тобто з кожної послідовності функцій {\displaystyle f_{j}\in {\mathcal {F}}} модна вибрати підпослідовність рівномірно збіжну на всіх компактних підмножинах в  {\displaystyle U.}
Справедливим також є багатовимірний аналог теореми, де {\displaystyle U\subseteq \mathbb {C} ^{n}}.

## Порівняння з випадком дійсних функцій
Твердження теореми є специфічним для випадку голоморфних функцій комплексної змінної. Їх аналоги для функцій дійсних змінних не є справедливими. Наприклад послідовність аналітичних функцій {\displaystyle \{\sin kx\}_{k=1}^{\infty }} є обмеженою на проміжку {\displaystyle [0,2\pi ]} проте для цієї послідовності немає навіть поточково збіжної підпослідовності.

## Доведення
Зафіксуємо компактну множину {\displaystyle K\subseteq U}. Тепер виберемо трохи більшу компактну підмножину {\displaystyle L\subseteq U} таку, що внутрішність {\displaystyle L} містить {\displaystyle K}. Тоді для деякого {\displaystyle \eta >0}, для всіх точок  {\displaystyle z,w\in K} таких що {\displaystyle |z-w|<\eta } відрізок, що їх сполучає, повністю належить {\displaystyle L}.
Оскільки {\displaystyle L} є компактною множиною, то існує таке число {\displaystyle r>0}, що якщо {\displaystyle z_{0}\in L}  то круг {\displaystyle B(z_{0},r)\subset U.}  Тоді, для всіх {\displaystyle f\in {\mathcal {F}}} з інтегральної теореми Коші випливає нерівність:
{\displaystyle |f'(z_{0})|\leqslant {\frac {M}{r}}\;{\overset {\underset {\mathrm {def} }{}}{=}}\;C_{1}.}
Ці нерівності виконуються для всіх {\displaystyle f\in {\mathcal {F}}} і {\displaystyle z_{0}\in L}.
Нехай тепер {\displaystyle z,w\in K} і зафіксуємо {\displaystyle f\in {\mathcal {F}}}. Припустимо, що {\displaystyle |z-w|<\eta } і {\displaystyle \gamma (t):[a,b]\to \mathbb {R} ^{2}} — параметризація відрізка, що сполучає точки {\displaystyle z,w.}
Тоді
{\displaystyle |f(z)-f(w)|=\left|\int _{0}^{1}f'(\gamma (t))\gamma '(t)\right|\leqslant C_{1}\int _{0}^{1}|\gamma '(t)|dt=C_{1}|z-w|.}
Зокрема сім'я {\displaystyle {\mathcal {F}}} є ріностепенево неперервною. Тому з теореми Асколі — Арцели випливає, що з кожної послідовності функцій {\displaystyle f_{j}\in {\mathcal {F}}} можна вибрати підпослідовність рівномірно збіжну на {\displaystyle K}.
Тепер виберемо послідовність компактних підмножин {\displaystyle K_{1}\subset K_{2}\subset \ldots } таких, що кожна множина в цій послідовності міститься у внутрішності наступної множини і об'єднання всіх множин дорівнює {\displaystyle U.} З попереднього для будь-якої послідовності функцій {\displaystyle f_{j}\in {\mathcal {F}}} можна вибрати підпослідовність {\displaystyle f_{j1}\in {\mathcal {F}}}, що рівномірно збігається на множині {\displaystyle K_{1}}. Продовжуючи можна вибрати підпослідовність {\displaystyle f_{j2}\subset f_{j1}}, що рівномірно збігається на {\displaystyle K_{2}}. Подібним чином можна визначити {\displaystyle f_{j2}\subset f_{j1}}, що рівномірно збігається на множині {\displaystyle K_{i}}.
Тепер можна визначити послідовність {\displaystyle g_{i}=f_{ii}}. Вона є підпослідовністю {\displaystyle f_{j}} і рівномірно збігається на всіх підмножинах {\displaystyle K_{i}}, а тому і на всіх компактних підмножинах в  {\displaystyle U.} Це й завершує доведення теореми.